# ASN.1
ASN.1, Abstract Syntax Notation One är ett standardiserat formellt språk (ISO-IEC 8824) som används för att representera data på ett implementationsoberoende sätt, och därmed möjliggöra informationsutbyte mellan olika applikationer, exempelvis via SNMP.